# 尤利西斯 (堪薩斯州)
尤利西斯（英語：Ulysses）是一個位於美國堪薩斯州格蘭特縣的城市。同時該地也是格蘭特縣的縣治。

## 地方資料
尤利西斯的座標為37°34′48″N 101°21′27″W / 37.58000°N 101.35750°W，而該地的海拔高度為931米（即3055英尺）。根據2010年美國人口普查，該地共人口5788人，而該地的面積約為8.54平方千米。